# Palma de Ouro
Palma de Ouro (francês: Palme d'or) é o prêmio de maior prestígio do Festival de Cinema de Cannes, entregue desde o ano de 1955 ao melhor filme exibido no Festival. A escolha anual é feita por um júri composto de profissionais internacionais ligados ao cinema, entre filmes inscritos de diversas partes do mundo, realizando-se durante o mês de maio na cidade de Cannes, na Riviera francesa.
Antes da Palma de Ouro, de 1939 até 1954, o prêmio principal do Festival de Cannes era o Grand Prix du Festival International du Film (não confundir com o Grand Prix, criado em 1967 para premiar o segundo melhor filme do festival e que já foi chamado anteriormente de Grand Prix Spécial du Jury e Grand Prix du Jury). Em 1964, o Grand Prix du Festival International du Film voltou a ser o prêmio máximo do festival e a Palma de Ouro foi descontinuada, retornando só em 1975, permanecendo até os dias de hoje.

## Vencedores
Lista com todos os vencedores do prêmio máximo do festival, sendo eles, como dito anteriormente, o Grand Prix du Festival International du Film (1939-1954 e 1964-1974) e a Palma de Ouro (1955-1963 e 1975-atualmente).
| Ano                                                                           | Filme | Título original | Diretor(a) | Países de produção |
| ----------------------------------------------------------------------------- | --- | --- | --- | --- |
| 1939                                                                          | A inauguração do Festival de Cinema de Cannes deveria ter sido realizado em 1939, mas foi cancelado devido à eclosão da Segunda Guerra Mundial. Por conta disso, o festival só foi inaugurado depois do fim da guerra. Sessenta e três anos depois, os organizadores do festival de 2002 reuniram um júri de seis membros para assistir a sete dos doze longas-metragens inscritos na competição de 1939: Adeus, Mr. Chips, A Lei do Norte, Lenin em 1918, As Quatro Plumas, O Mágico de Oz, Aliança de Aço, e Boefje. Assim, Aliança de Aço, de Cecil B. DeMille, foi eleito em 2002 o vencedor do Festival de Cannes de 1939. | A inauguração do Festival de Cinema de Cannes deveria ter sido realizado em 1939, mas foi cancelado devido à eclosão da Segunda Guerra Mundial. Por conta disso, o festival só foi inaugurado depois do fim da guerra. Sessenta e três anos depois, os organizadores do festival de 2002 reuniram um júri de seis membros para assistir a sete dos doze longas-metragens inscritos na competição de 1939: Adeus, Mr. Chips, A Lei do Norte, Lenin em 1918, As Quatro Plumas, O Mágico de Oz, Aliança de Aço, e Boefje. Assim, Aliança de Aço, de Cecil B. DeMille, foi eleito em 2002 o vencedor do Festival de Cannes de 1939. | A inauguração do Festival de Cinema de Cannes deveria ter sido realizado em 1939, mas foi cancelado devido à eclosão da Segunda Guerra Mundial. Por conta disso, o festival só foi inaugurado depois do fim da guerra. Sessenta e três anos depois, os organizadores do festival de 2002 reuniram um júri de seis membros para assistir a sete dos doze longas-metragens inscritos na competição de 1939: Adeus, Mr. Chips, A Lei do Norte, Lenin em 1918, As Quatro Plumas, O Mágico de Oz, Aliança de Aço, e Boefje. Assim, Aliança de Aço, de Cecil B. DeMille, foi eleito em 2002 o vencedor do Festival de Cannes de 1939. | A inauguração do Festival de Cinema de Cannes deveria ter sido realizado em 1939, mas foi cancelado devido à eclosão da Segunda Guerra Mundial. Por conta disso, o festival só foi inaugurado depois do fim da guerra. Sessenta e três anos depois, os organizadores do festival de 2002 reuniram um júri de seis membros para assistir a sete dos doze longas-metragens inscritos na competição de 1939: Adeus, Mr. Chips, A Lei do Norte, Lenin em 1918, As Quatro Plumas, O Mágico de Oz, Aliança de Aço, e Boefje. Assim, Aliança de Aço, de Cecil B. DeMille, foi eleito em 2002 o vencedor do Festival de Cannes de 1939. |
| Prêmio "Grand Prix du Festival International du Film"                         | | | | |
| 1946                                                                          | Desencanto | Brief Encounter | David Lean | Reino Unido |
| 1946                                                                          | A Última Porta | Die Letzte Chance | Leopold Lindtberg | Suíça |
| 1946                                                                          | Farrapo Humano | The Lost Weekend | Billy Wilder | Estados Unidos |
| 1946                                                                          | Maria Candelária | María Candelaria | Emilio Fernández | México |
| 1946                                                                          | Muzi bez krídel | Muzi bez krídel | František Čáp | Checoslováquia |
| 1946                                                                          | Neecha Nagar | Neecha Nagar | Chetan Anand | India |
| 1946                                                                          | A Sinfonia Pastoral | La symphonie pastorale | Jean Delannoy | França |
| 1946                                                                          | De røde enge | De røde enge | Chetan Anand | India |
| 1946                                                                          | Roma, Cidade Aberta | Roma, città aperta | Roberto Rossellini | Itália |
| 1946                                                                          | Tortura de um Desejo | Hets | Alf Sjöberg | Suécia |
| 1946                                                                          | Великий перелом (Velikiy perelom) | Великий перелом (Velikiy perelom) | Fridrikh Ermler | União Soviética |
| Prêmio principal alterado para "Grand Prix"                                   | | | | |
| 1947                                                                          | Antonio e Antonieta (Melhor filme psicológico e de romance) | Antoine et Antoinette | Jacques Becker | França |
| 1947                                                                          | Rancor (Melhor filme social) | Crossfire | Edward Dmytryk | Estados Unidos |
| 1947                                                                          | O Maldito (Melhor filme de aventura e crime) | Les Maudits | René Clément | França |
| 1947                                                                          | Dumbo (Melhor Design de animação) | Dumbo (Melhor Design de animação) | Ben Sharpsteen | Estados Unidos |
| 1947                                                                          | Ziegfeld Follies (Melhor comédia musial) | Ziegfeld Follies (Melhor comédia musial) | Vincente Minnelli | Estados Unidos |
| 1948                                                                          | O festival foi cancelado. | O festival foi cancelado. | O festival foi cancelado. | O festival foi cancelado. |
| 1949                                                                          | O Terceiro Homem | The Third Man | Carol Reed | Reino Unido |
| 1950                                                                          | O festival foi cancelado. | O festival foi cancelado. | O festival foi cancelado. | O festival foi cancelado. |
| 1951                                                                          | Milagre em Milão | Miracolo a Milano | Vittorio De Sica | Itália |
| 1951                                                                          | Senhorita Julia | Fröken Julie | Alf Sjöberg | Suécia |
| 1952                                                                          | Otelo | Othelo | Orson Welles | Itália, Marrocos |
| 1952                                                                          | Dois Vinténs de Esperança | Due soldi di speranza | Renato Castellani | Itália |
| 1953                                                                          | O Salário do Medo | Le salaire de la peur | Henri-Georges Clouzot | França |
| 1954                                                                          | O Portão do Inferno | 地獄門 (Jigokumon) | Teinosuke Kinugasa | Japão |
| Prêmio principal alterado para "Palma de Ouro (Palme d'Or)"                   | | | | |
| 1955                                                                          | Marty§ | Marty§ | Delbert Mann | Estados Unidos |
| 1956                                                                          | O Mundo Silencioso | Le monde du silence | Jacques Cousteau e Louis Malle | França |
| 1957                                                                          | Sublime Tentação | Friendly Persuasion | William Wyler | Estados Unidos |
| 1958                                                                          | Quando Voam as Cegonhas | Летят журавли (Letyat zhuravli) | Mikhail Kalatozov | União Soviética |
| 1959                                                                          | Orfeu Negro§ | Orfeu Negro§ | Marcel Camus | França, Brasil |
| 1960                                                                          | A Doce Vida§ | La dolce vita | Federico Fellini | Itália |
| 1961                                                                          | Uma Tão Longa Ausência§ | Une Aussi Longue Absence | Henri Colpi | França |
| 1961                                                                          | Viridiana§ | Viridiana§ | Luis Buñuel | Espanha |
| 1962                                                                          | O Pagador de Promessas§ | O Pagador de Promessas§ | Anselmo Duarte | Brasil |
| 1963                                                                          | O Leopardo§ | Il gattopardo | Luchino Visconti | Itália |
| Prêmio principal alterado para "Grand Prix du Festival International du Film" | | | | |
| 1964                                                                          | Os Guarda-Chuvas do Amor | Les Parapluies de Cherbourg | Jacques Demy | França |
| 1965                                                                          | A Bosssa da Conqusita | The Knack ...and How to Get It | Richard Lester | Reino Unido |
| 1966                                                                          | Signore & Signori (The Birds, the Bees and the Italians) | Signore & Signori (The Birds, the Bees and the Italians) | Pietro Germi | Itália |
| 1966                                                                          | Um Homem, Uma Mulher | Un homme et une femme | Claude Lelouch | França |
| 1967                                                                          | Blow-Up - Depois Daquele Beijo | Blow-Up | Michelangelo Antonioni | Reino Unido |
| 1968                                                                          | O festival foi cancelado como forma de demonstrar apoio e solidariedade aos estudantes e trabalhadores nas manifestações do que ficou conhecido como o movimento de Maio de 1968. | O festival foi cancelado como forma de demonstrar apoio e solidariedade aos estudantes e trabalhadores nas manifestações do que ficou conhecido como o movimento de Maio de 1968. | O festival foi cancelado como forma de demonstrar apoio e solidariedade aos estudantes e trabalhadores nas manifestações do que ficou conhecido como o movimento de Maio de 1968. | O festival foi cancelado como forma de demonstrar apoio e solidariedade aos estudantes e trabalhadores nas manifestações do que ficou conhecido como o movimento de Maio de 1968. |
| 1969                                                                          | Se.... | If.... | Lindsay Anderson | Reino Unido |
| 1970                                                                          | M.A.S.H. | M.A.S.H. | Robert Altman | Estados Unidos |
| 1971                                                                          | O Mensageiro | The Go-Between | Joseph Losey | Reino Unido |
| 1972                                                                          | Il caso Mattei (The Mattei Affair)§ | Il caso Mattei (The Mattei Affair)§ | Francesco Rosi | Itália |
| 1972                                                                          | La classe operaia va in paradiso (The Working Class Goes to Heaven)§ | La classe operaia va in paradiso (The Working Class Goes to Heaven)§ | Elio Petri | Itália |
| 1973                                                                          | The Hireling | The Hireling | Alan Bridges | Reino Unido |
| 1973                                                                          | Scarecrow | Scarecrow | Jerry Schatzberg | Estados Unidos |
| 1974                                                                          | A Conversação | The Conversation | Francis Ford Coppola | Estados Unidos |
| Prêmio principal alterado para "Palma de Ouro (Palme d'Or)"                   | | | | |
| 1975                                                                          | Crônica dos Anos de Fogo | Chronique des années de braise | Mohammed Lakhdar-Hamina | Algéria |
| 1976                                                                          | Taxi Driver – Motorista de Táxi | Taxi Driver | Martin Scorsese | Estados Unidos |
| 1977                                                                          | Pai Patrão | Padre Padrone | Paolo e Vittorio Taviani | Itália |
| 1978                                                                          | A Árvore dos Tamancos | L'albero degli zoccoli | Ermanno Olmi | Itália |
| 1979                                                                          | Apocalypse Now | Apocalypse Now | Francis Ford Coppola | Estados Unidos |
| 1979                                                                          | O Tambor | Die Blechtrommel | Volker Schlöndorff | Alemanha Ocidental, França |
| 1980                                                                          | All That Jazz - O Show Deve Continuar | All That Jazz | Bob Fosse | Estados Unidos |
| 1980                                                                          | Kagemusha, a Sombra do Samurai | 影武者 | Akira Kurosawa | Japão |
| 1981                                                                          | O Homem de Ferro | Człowiek z żelaza | Andrzej Wajda | Polônia |
| 1982                                                                          | Desaparecido: Um Grande Mistério§ | Missing | Costa-Gavras | Estados Unidos |
| 1982                                                                          | O Caminho§ | Yol | Yılmaz Güney e Şerif Gören | Turquia |
| 1983                                                                          | A Balada de Narayama | 楢山節考 Narayama Bushikō | Shohei Imamura | Japão |
| 1984                                                                          | Paris, Texas | Paris, Texas | Wim Wenders | Alemanha Ocidental, França |
| 1985                                                                          | Quando papai saiu em viagem de negócios | Отац на службеном путу (Otac na službenom putu) | Emir Kusturica | Iugoslávia |
| 1986                                                                          | A Missão | The Mission | Roland Joffé | Reino Unido |
| 1987                                                                          | Sob o Sol de Satã§ | Sous le soleil de Satan | Maurice Pialat | França |
| 1988                                                                          | Pelle, o Conquistador | Pelle Erobreren | Bille August | Dinamarca |
| 1989                                                                          | Sexo, Mentiras e Videotape | Sex, Lies, and Videotape | Steven Soderbergh | Estados Unidos |
| 1990                                                                          | Coração Selvagem | Wild at Heart | David Lynch | Estados Unidos |
| 1991                                                                          | Barton Fink - Delírios de Hollywood§ | Barton Fink | Joel Coen | Estados Unidos |
| 1992                                                                          | As Melhores Intenções | Den goda viljan | Bille August | Dinamarca, Suécia |
| 1993                                                                          | Adeus, Minha Concubina | 霸王別姬 (Bà Wáng Bié Jī) | Chen Kaige | Hong Kong |
| 1993                                                                          | O Piano | The Piano | Jane Campion | Nova Zelândia, Austrália, França |
| 1994                                                                          | Pulp Fiction | Pulp Fiction | Quentin Tarantino | Estados Unidos |
| 1995                                                                          | Underground - Mentiras de Guerra | Подземље (Podzemlje) | Emir Kusturica | Iugoslávia |
| 1996                                                                          | Segredos e Mentiras | Secrets & Lies | Mike Leigh | França, Reino Unido |
| 1997                                                                          | A Enguia | うなぎ (Unagi) | Shohei Imamura | Japão |
| 1997                                                                          | Gosto de Cerja | ...طعم گيلاس (Ta’m-e gīlās...) | Abbas Kiarostami | Irã |
| 1998                                                                          | A Eternidade e um Dia | Μια αιωνιότητα και μια μέρα | Theo Angelopoulos | Grécia |
| 1999                                                                          | Rosetta | Rosetta | Jean-Pierre e Luc Dardenne | Bélgica |
| 2000                                                                          | Dançando no Escuro | Dancer in the Dark | Lars von Trier | Dinamarca |
| 2001                                                                          | O Quarto do Filho | La stanza del figlio | Nanni Moretti | Itália |
| 2002                                                                          | O Pianista | The Pianist | Roman Polanski | Polônia, França, Alemanha, Reino Unido |
| 2003                                                                          | Elefante | Elephant | Gus Van Sant | Estados Unidos |
| 2004                                                                          | Fahrenheit 11 de Setembro | Fahrenheit 9/11 | Michael Moore | Estados Unidos |
| 2005                                                                          | A Criança | L'Enfant | Jean-Pierre & Luc Dardenne | Bélgica, França |
| 2006                                                                          | Ventos da Liberdade | The Wind That Shakes the Barley | Ken Loach | Irlanda, Reino Unido, Itália, Alemanha |
| 2007                                                                          | 4 Meses, 3 Semanas e 2 Dias | 4 luni, 3 săptămâni şi 2 | Cristian Mungiu | Romênia |
| 2008                                                                          | Entre os Muros da Escola | Entre les murs | Laurent Cantet | França |
| 2009                                                                          | A Fita Branca | Das weiße Band, Eine deutsche Kindergeschichte | Michael Haneke | Alemanha, Áustria, França |
| 2010                                                                          | Tio Boonmee, Que Pode Recordar Suas Vidas Passadas | ลุงบุญมีระลึกชาติ (Lung Boonmee raluek chat) | Apichatpong Weerasethakul | Tailândia, França, Alemanha |
| 2011                                                                          | A Árvore da Vida | The Tree of Life | Terrence Malick | Estados Unidos |
| 2012                                                                          | Amor | Amour | Michael Haneke | França, Alemanha, Áustria |
| 2013                                                                          | Azul é a Cor Mais Quente | La Vie d'Adèle: Chapitres 1 et 2 | Abdellatif Kechiche | França, Bélgica, Espanha |
| 2014                                                                          | Sono de Inverno | Kış Uykusu | Nuri Bilge Ceylan | Turquia, França, Alemanha |
| 2015                                                                          | Dheepan - O Refúgio | Dheepan | Jacques Audiard | França |
| 2016                                                                          | Eu, Daniel Blake | I, Daniel Blake | Ken Loach | Reino Unido |
| 2017                                                                          | The Square: A Arte da Discórdia | The Square | Ruben Östlund | Suécia, Alemanha, França, Dinamarca |
| 2018                                                                          | Assunto de Família | 万引き家族 (Manbiki Kazoku) | Hirokazu Kore-eda | Japão |
| 2019                                                                          | Parasita | 기생충 (Gisaengchung) | Bong Joon-ho | Coréia do Sul |
| 2020                                                                          | O festival foi cancelado devido à pandemia da COVID-19. 56 filmes foram anunciados como seleções oficiais do festival, mas nenhum prêmio foi entregue. | O festival foi cancelado devido à pandemia da COVID-19. 56 filmes foram anunciados como seleções oficiais do festival, mas nenhum prêmio foi entregue. | O festival foi cancelado devido à pandemia da COVID-19. 56 filmes foram anunciados como seleções oficiais do festival, mas nenhum prêmio foi entregue. | O festival foi cancelado devido à pandemia da COVID-19. 56 filmes foram anunciados como seleções oficiais do festival, mas nenhum prêmio foi entregue. |
| 2021                                                                          | Titane | Titane | Julia Ducournau | França, Bélgica |
| 2022                                                                          | Triângulo da Tristeza | Triangle of Sadness | Ruben Östlund | Suécia |
| 2023                                                                          | Anatomia de Uma Queda | Anatomie d'une chute | Justine Triet | França |
| 2024                                                                          | Anora | Anora | Sean Baker | Estados Unidos |
| 2025                                                                          | Un Simple Accident | Un Simple Accident | Jafar Panahi | Irã, França, Luxemburgo |

## Múltiplos premiados
- Alf Sjöberg (1946, 1951)
- Francis Ford Coppola (1974, 1979)
- Bille August (1988, 1992)
- Emir Kusturica (1985, 1995)
- Shohei Imamura (1983, 1997)
- Luc e Jean-Pierre Dardenne (1999, 2005)
- Michael Haneke (2009, 2012)
- Ken Loach (2006, 2016)

## Vencedores da Palma de Ouro por país
| Estados Unidos     | 12 |
| França             | 6  |
| Itália             | 5  |
| Japão              | 5  |
| Reino Unido        | 4  |
| Dinamarca          | 3  |
| Bélgica            | 2  |
| Alemanha Ocidental | 2  |
| Iugoslávia         | 2  |
| Áustria            | 2  |
| Brasil             | 1  |
| União Soviética    | 1  |
| Argélia            | 1  |
| China              | 1  |
| Grécia             | 1  |
| Índia              | 1  |
| Nova Zelândia      | 1  |
| Polônia            | 1  |
| Espanha            | 1  |
| Turquia            | 1  |
| Romênia            | 1  |
| Tailândia          | 1  |
| Coréia do Sul      | 1  |